# Leucoscypha erminea
Leucoscypha erminea är en svampart som först beskrevs av E. Bommer & M. Rousseau, och fick sitt nu gällande namn av Jean Louis Emile Boudier 1907. Leucoscypha erminea ingår i släktet Leucoscypha och familjen Pyronemataceae.  Arten är reproducerande i Sverige. Inga underarter finns listade i Catalogue of Life.